# گوشه‌گیر کوپکه
گوشه‌گیر کوپکه (نام علمی: Phaethornis koepckeae) نام یک گونه از سرده گوشه‌گیرمرغ‌ها است.